# Cape jazz
Le Cape jazz est un genre musical de jazz ayant émergé en Afrique du Sud, qui fait référence à la ville du Cap, qui a émergé en 1959 avec l'orchestre The Jazz Epistles, et dont beaucoup de musiciens étaient originaires de cette ville, et avec Abdullah Ibrahim, alias  Dollar Brand. Cape Jazz est une improvisation du marabi.

## Histoire
Le Cape jazz se développe parallèlement au jazz américain dès le début du XXe siècle. Né dans un contexte politique similaire à celui de La Nouvelle-Orléans, vers la fin du XIXe siècle, les chansons du blues racontent des événements locaux qui se sont déroulés au Cap, ainsi la chanson afrikaans traditionnelle du Daar kom die Alibama (af). Cape Jazz trouve principalement son inspiration dans le blues et les chansons folkloriques chantées par les créoles issus des anciennes communautés d'esclaves qui vivaient dans le Cap occidental, connues sous le nom de Cape Coloured ou Cape Malay. La première référence commerciale dans la musique sud-africaine  de Cape Jazz est la compilation parue sous le label Mountain Records (en)  de 1993.

## Caractéristiques
La musique est comparable à celle Jazz Nouvelle-Orléans, dont une branche s'est récemment développée sous le nom de Goema, ou Ghoema Jazz (également écrit guma - Jonas Gwangwa). L'appellation fait référence à un tambour de style asiatique en forme de tonneau en bois particulier (également connu dans le Cap sous le nom de Ghomma). On y retrouve comme instruments: la trompette, trombone, clarinette, tuba (ou basse), washboard ou percussions et pour finir parfois un banjo ou une guitare.

## Représentants notables
Les fondateurs sont le pianiste Abdullah Ibrahim (alors connu sous le nom de Dollar Brand) et les saxophonistes feu Basil Coetzee et Robbie Jansen. Ces trois derniers, avec le bassiste Paul Michaels, le batteur feu Monty Weber et le saxophoniste Morris Goldberg, ont enregistré Mannenberg, chanson phare de Cape jazz. La nouvelle génération de musiciens a vu le jour avec le groupe appelé The Goema Captains composé par Mac McKenzie, Alex van Heerden et Hilton Schilder.
Le Cape Jazz Band, un ensemble composé de différents musiciens de renom issus de différents groupes du Cap. Les autres grands noms du genre sont le pianiste Tony Schilder, le guitariste Errol Dyers, le bassiste et compositeur Steven Erasmus et leLe saxophoniste de Gugulethu, feu Winston Mankunku.
Cape Town Jazz Orchestra voit le jour en 2006 lors d'un concert qui a réuni 16 musiciens de toute l'Afrique du Sud. L'événement était promu par le département des Arts et de la Culture du gouvernement sud-africain.
Depuis 1994, le Cape jazz voit l'émergence de jeunes musiciens, Paul Hanmer, Mark Fransman et Buddy Wells.